# Baldur's Gate II: Enhanced Edition
Baldur's Gate II: Enhanced Edition je hra na hrdiny od společnosti Beamdog. Jedná se o remasterovanou verzi hry Baldur's Gate II: Shadows of Amn z roku 2000 a jejího rozšíření Baldur's Gate II: Throne of Bhaal. Hra byla vydána na osobních počítačích se systémy Microsoft Windows a Mac OS X. Baldur's Gate II: Enhanced Edition obsahuje nový obsah a je kompatibilní se širokoúhlými monitory.
Remaster vyvinul tým z Overhaul Games, divize společnosti Beamdog, a vydala jej společnost Atari. Vydání obsahuje remasterovanou verzi původní hry Baldur's Gate II: Shadows of Amn a jejího rozšíření využívajících vylepšeného enginu Infinity, známého jako Infinity Enhanced Engine. Společnost Beamdog ji plánovala vydat v roce 2013, a to po vydání Baldur's Gate: Enhanced Edition, ale kvůli smluvním problémům se společností Atari oznámila, že se verze Enhanced na trhu neobjeví. Dne 15. srpna 2013 generální ředitel společnosti Beamdog Trent Oster ohlásil, že smluvní problémy byly vyřešeny. Hra byla vydána 15. listopadu 2013 na osobních počítačích a 16. ledna 2014 se objevila v obchodu App Store na iPadech; 16. prosince téhož roku pak byla vydána na Androidu, Linuxu a iPhonech.